# یویو (رپر آلمانی)
جوجو (آلمانی: Juju؛  زادهٔ ۲۰ نوامبر ۱۹۹۲) با نام اصلی یودیت وسنفورت (به آلمانی: Judith Wessendorf) رپر اهل آلمان با ریشه مراکشی است. از ترانه‌های معروف وی دلتنگی که با هنینگ می خوانده است و هیچ کلمه‌ای اشاره کرد و هر دو ترانه به رتبه یک در چارت آلمان رسیدند. تنها آلبوم استودیویی وی بلینگ بلینگ است که در چارت آلمان به رتبه سه رسید.